# 科洛火山
科洛火山是印度尼西亞的火山，位於蘇拉威西島北部托米尼灣，海拔高度507米，有一個寬2公里的破火山口，有記綠以來有3次火山爆發，其中兩次造成破壞，最近一次爆發在1983年。